# Insatiable (pel·lícula de 1980)
Insatiable és una pel·lícula pornogràfica clàssica estrenada l'any 1980, al tancament de l'època de "porno chic" als Estats Units. Va ser protagonitzada per Marilyn Chambers i va ser dirigida per Stu Segall (acreditat com "Godfrey Daniels"). Fou seguida per una seqüela del 1984, Insatiable II, també dirigida per Daniels. La sèrie va ser "enormement popular", i la primera pel·lícula va ser el vídeo per a adults més venut als EUA. de 1980 a 1982.

## Argument
Chambers interpreta la model de moda rica, feliç i assertiva Sandra Chase, l'apetit sexual de la qual és, segons el títol, insaciable. La pel·lícula comença com acaba, amb ella masturbant-se. Té una tieta passada de moda que apareix en una sèrie de flashbacks. La pel·lícula té poca trama o història, i "només el mínim mínim de conflictes narratius del món real". Consisteix principalment en una escena de sexe rere una altra amb algunes seqüències de farcit afegides per completar el temps d'execució per complir els estàndards de durada de les pel·lícules. Mentre que una escena té el personatge de Chambers escoltant la seva amiga fent sexe, totes les altres escenes d'"acció" presenten a Chambers com a participant activa.
A la primera escena, Chambers i Serena es fan cunnilingus l'una a l'altra. A continuació, fa una fel·lació a un jove (interpretat per Richard Pacheco) quan s'ha quedat sense gasolina i se'l troba mentre condueix el seu Ferrari Dino.
A la tercera escena, presentada com un flashback, la Sandra és violada en una taula de snooker pel jardiner de la finca del seu pare (interpretat per David Morris). Es revela que l'incident és la primera experiència sexual del personatge de Chambers, i pot ser que tingui l'objectiu d'explicar el seu comportament sexual posterior. L'escena s'ha qualificat d'"inusualment brutal". Tot i que Chambers diu: "No, si us plau, atura't", la pel·lícula deixa clar que és una participant voluntària, ja que li diu al seu amic: "M'encantava que em prengui i em faci l'amor".
La quarta escena inclou Jessie St. James aparellada amb John Leslie. A la cinquena escena de la pel·lícula, Chambers té relacions sexuals amb dos homes (Morris i Mike Ranger) i una dona (Jessie St. James), seguit immediatament per sexe anal amb un semierecte John Holmes. Tan aviat com Holmes ha acabat, Chambers pronuncia la seva darrera línia de la pel·lícula mentre es masturba: "Més, més, més." Els seus gemecs finals abans del diàleg final van ser mostrats per Anthrax a la seva cançó "Starting up a Posse".

## Premis
Insatiable  s'inclou al Saló de la fama de XRCO. També va guanyar el premi al "Millor DVD Clàssic" als 21ns Premis AVN de 2004.

## Seqüela
La pel·lícula fou seguida d'una seqüela, Insatiable II, in 1984.